# Prawaja Lipa
Prawaja Lipa (ros. Правая Липа) – osiedle typu wiejskiego w zachodniej Rosji, w sielsowiecie pietrowskim rejonu chomutowskiego w obwodzie kurskim.

## Geografia
Miejscowość położona jest nad rzeką Suchaja Amońka, 9 km od centrum administracyjnego sielsowietu pietrowskiego (Pody), 23,5 km od centrum administracyjnego rejonu (Chomutowka), 94 km od Kurska.

## Demografia
W 2010 r. miejscowość zamieszkiwało 28 osób.